# Drosophila perrisi
Drosophila perrisi este o specie de muște din genul Drosophila, familia Drosophilidae, descrisă de Wheeler și Hamilton în anul 1972.
Este endemică în Franța. Conform Catalogue of Life specia Drosophila perrisi nu are subspecii cunoscute.